# Évolution du Collège cardinalice au XVIIe siècle
 (mars 2024).
La mise en forme du texte ne suit pas les recommandations de Wikipédia : il faut le « wikifier ».
Les points d'amélioration suivants sont les cas les plus fréquents. Le détail des points à revoir est peut-être précisé sur la page de discussion.
- Les titres sont pré-formatés par le logiciel. Ils ne sont ni en capitales, ni en gras.
- Le texte ne doit pas être écrit en capitales (les noms de famille non plus), ni en gras, ni en italique, ni en « petit »…
- Le gras n'est utilisé que pour surligner le titre de l'article dans l'introduction, une seule fois.
- L'italique est rarement utilisé : mots en langue étrangère, titres d'œuvres, noms de bateaux, etc.
- Les citations ne sont pas en italique mais en corps de texte normal. Elles sont entourées par des guillemets français : « et ».
- Les listes à puces sont à éviter, des paragraphes rédigés étant largement préférés. Les tableaux sont à réserver à la présentation de données structurées (résultats, etc.).
- Les appels de note de bas de page (petits chiffres en exposant, introduits par l'outil «  Source ») sont à placer entre la fin de phrase et le point final[comme ça].
- Les liens internes (vers d'autres articles de Wikipédia) sont à choisir avec parcimonie. Créez des liens vers des articles approfondissant le sujet. Les termes génériques sans rapport avec le sujet sont à éviter, ainsi que les répétitions de liens vers un même terme.
- Les liens externes sont à placer uniquement dans une section « Liens externes », à la fin de l'article. Ces liens sont à choisir avec parcimonie suivant les règles définies. Si un lien sert de source à l'article, son insertion dans le texte est à faire par les notes de bas de page.
- La présentation des références doit suivre les conventions bibliographiques. Il est recommandé d'utiliser les modèles {{Ouvrage}}, {{Chapitre}}, {{Article}}, {{Lien web}} et/ou {{Bibliographie}}. Le mode d'édition visuel peut mettre en forme automatiquement les références.
- Insérer une infobox (cadre d'informations à droite) n'est pas obligatoire pour parachever la mise en page.

Pour une aide détaillée, merci de consulter Aide:Wikification.
Si vous pensez que ces points ont été résolus, vous pouvez retirer ce bandeau et améliorer la mise en forme d'un autre article.
Cet article présente les évolutions au sein du Sacré Collège ou collège des cardinaux au cours du XVIIe siècle 
sous les pontificats de Léon XI (1605), Paul V (1605-1621), Grégoire XV (1621-1623), Urbain VIII (1623-1644), Innocent X (1644-1655), Alexandre VII (1655-1667), Clément IX (1667-1669), Clément X (1670-1676), Innocent XI (1676-1689), Alexandre VIII (1689-1691) et Innocent XI (1691-1700).

## Évolution numérique au cours du pontificat deLéon XI(1605)
| Date       | Évènement                                                               | Pays              | Total |
| ---------- | ----------------------------------------------------------------------- | ----------------- | ----- |
| 14/03/1605 | Cardinaux au moment du Conclave de mars 1605,                           | États pontificaux | 69    |
| 01/04/1605 | Élection papale du cardinal Alexandre de Médicis sous le nom de Léon XI | États pontificaux | 68    |
| 27/04/1605 | Décès du cardinal Girolamo Agucchi                                      | États pontificaux | 67    |
| 27/04/1605 | Décès du pape Léon XI                                                   | États pontificaux | 67    |

## Évolution numérique au cours du pontificat dePaul V(1605-1621)
| Date       | Évènement                                                              | Pays                        | Total |
| ---------- | ---------------------------------------------------------------------- | --------------------------- | ----- |
| 08/05/1605 | Cardinaux au moment du Conclave de mai 1605,                           | États pontificaux           | 67    |
| 16/05/1605 | Élection papale du cardinal Camille Borghèse sous le nom de Paul V     | États pontificaux           | 66    |
| 31/05/1605 | Décès du cardinal Paolo Emilio Zacchia                                 | République de Gênes         | 65    |
| 16/07/1605 | Décès du cardinal Gian Francesco Biandrate di San Giorgio Aldobrandini | Duché de Savoie             | 64    |
| 18/07/1605 | Consistoire : création d'un cardinal                                   | États pontificaux           | 65    |
| 20/01/1606 | Décès du cardinal Francisco de Ávila                                   | Monarchie espagnole         | 64    |
| 18/05/1606 | Décès du cardinal Giovanni Antonio Facchinetti de Nuce                 | États pontificaux           | 63    |
| 23/05/1606 | Décès du cardinal Agostino Valier                                      | République de Venise        | 62    |
| 11/09/1606 | Consistoire : création de 8 cardinaux                                  | États pontificaux           | 70    |
| 01/11/1606 | Décès du cardinal Bartolomeo Ferratini                                 | États pontificaux           | 69    |
| 03/02/1607 | Décès du cardinal Tolomeo Gallio                                       | Duché de Milan              | 68    |
| 30/06/1607 | Décès du cardinal Cesare Baronio                                       | États pontificaux           | 67    |
| 17/08/1607 | Décès du cardinal Anselmo Marzato                                      | Royaume de Naples           | 66    |
| 24/11/1607 | Décès du cardinal Charles de Lorraine                                  | France                      | 65    |
| 10/12/1607 | Consistoire : création de 5 cardinaux                                  | États pontificaux           | 70    |
| 19/01/1608 | Décès du cardinal Bernard Maciejowski                                  | République des Deux Nations | 69    |
| 17/05/1608 | Décès du cardinal Ascanio Colonna                                      | États pontificaux           | 68    |
| 11/06/1608 | Décès du cardinal Francesco Maria Tarugi                               | République de Florence      | 67    |
| 08/09/1608 | Décès du cardinal Jerónimo Xavierre                                    | Monarchie espagnole         | 66    |
| 19/09/1608 | Décès du cardinal Alfonso Visconti                                     | Duché de Milan              | 65    |
| 24/11/1608 | Consistoire : création de 5 cardinaux                                  | États pontificaux           | 70    |
| 08/01/1609 | Décès du cardinal Fernando Niño de Guevara                             | Monarchie espagnole         | 69    |
| 11/01/1609 | Décès du cardinal Orazio Maffei                                        | États pontificaux           | 68    |
| 10/02/1609 | Décès du cardinal Séraphin Olivier-Razali                              | France                      | 67    |
| 08/07/1609 | Décès du cardinal Ludovico de Torres                                   | États pontificaux           | 66    |
| 01/01/1610 | Décès du cardinal Cinzio Passeri Aldobrandini                          | Duché d'Urbino              | 65    |
| 27/03/1610 | Décès du cardinal Innocenzo del Bufalo                                 | États pontificaux           | 64    |
| 11/10/1610 | Décès du cardinal Girolamo Pamphilj                                    | États pontificaux           | 63    |
| 21/01/1611 | Décès du cardinal Mariano Pierbenedetti                                | États pontificaux           | 62    |
| 03/02/1611 | Décès du cardinal Ottavio Paravicini                                   | États pontificaux           | 61    |
| 05/08/1611 | Décès du cardinal Girolamo Bernerio                                    | Duché de Ferrare            | 60    |
| 09/08/1611 | Décès du cardinal Domenico Pinelli                                     | République de Gênes         | 59    |
| 17/08/1611 | Consistoire : création de 11 cardinaux                                 | États pontificaux           | 70    |
| 28/11/1611 | Décès du cardinal Lanfranco Margotti                                   | Duché de Parme              | 69    |
| 28/01/1612 | Décès du cardinal Silvestro Aldobrandini                               | États pontificaux           | 68    |
| 12/03/1612 | Décès du cardinal Lorenzo Bianchetti                                   | États pontificaux           | 67    |
| 19/04/1612 | Décès du cardinal Anne de Pérusse des Cars                             | France                      | 66    |
| 19/05/1612 | Décès du cardinal Gregorio Petrocchini                                 | États pontificaux           | 65    |
| 05/12/1612 | Décès du cardinal Ottavio Acquaviva d'Aragona                          | Royaume de Naples           | 64    |
| 01/11/1613 | Décès du cardinal Flaminio Piatti                                      | Duché de Milan              | 63    |
| 28/01/1614 | Décès du cardinal Francesco Mantica                                    | République de Venise        | 62    |
| 1515       | Démission du cardinal Ferdinand de Mantoue                             | Duché de Mantoue            | 61    |
| 23/08/1615 | Décès du cardinal François de Joyeuse                                  | France                      | 60    |
| 16/10/1615 | Décès du cardinal Ferenc Forgách de Ghymes                             | Royaume de Hongrie          | 69    |
| 02/12/1615 | Consistoire : création de 10 cardinaux et d'un cardinal in pectore     | États pontificaux           | 70    |
| 03/12/1615 | Décès du cardinal Carlo Conti                                          | États pontificaux           | 69    |
| 17/02/1616 | Décès du cardinal Pierre de Gondi                                      | France                      | 68    |
| 04/04/1616 | Décès du cardinal Pompeio Arrigoni                                     | États pontificaux           | 67    |
| 09/04/1616 | Consistoire : révélation d'un cardinal in pectore                      | États pontificaux           | 67    |
| 25/05/1616 | Décès du cardinal Filippo Spinelli                                     | Royaume de Naples           | 66    |
| 24/06/1616 | Décès du cardinal Orazio Spinola                                       | République de Gênes         | 65    |
| 05/09/1616 | Démission du cardinal Vincent Gonzague                                 | Duché de Mantoue            | 64    |
| 19/09/1616 | Consistoire : création de 6 cardinaux                                  | États pontificaux           | 70    |
| 26/06/1617 | Décès du cardinal Bonifazio Caetani                                    | États pontificaux           | 69    |
| 14/02/1618 | Décès du cardinal Paolo Emilio Sfondrati                               | Duché de Milan              | 68    |
| 26/03/1618 | Consistoire : création de 2 cardinaux                                  | États pontificaux           | 70    |
| 22/08/1618 | Décès du cardinal Erminio Valenti                                      | États pontificaux           | 69    |
| 05/09/1618 | Décès du cardinal Jacques Davy du Perron                               | France                      | 68    |
| 16/11/1618 | Décès du cardinal Ottavio Belmosto                                     | République de Gênes         | 67    |
| 07/12/1618 | Décès du cardinal Bernardo de Sandoval y Rojas                         | Monarchie espagnole         | 66    |
| 14/06/1619 | Décès du cardinal Metello Bichi                                        | République de Sienne        | 65    |
| 29/07/1619 | Consistoire : création d'un cardinal                                   | États pontificaux           | 66    |
| 29/08/1619 | Décès du cardinal Ferdinando Taverna                                   | Duché de Milan              | 65    |
| 07/10/1619 | Décès du cardinal Francesco Vendramin                                  | République de Venise        | 64    |
| 26/03/1620 | Décès du cardinal Domenico Toschi                                      | Duché de Ferrare            | 63    |
| 30/03/1620 | Décès du cardinal Antonio Maria Galli                                  | États pontificaux           | 62    |
| 22/08/1620 | Décès du cardinal Giovanni Evangelista Pallotta                        | États pontificaux           | 61    |
| 09/12/1620 | Décès du cardinal Orazio Lancellotti                                   | États pontificaux           | 60    |
| 11/01/1621 | Consistoire : création de 10 cardinaux                                 | États pontificaux           | 70    |
| 28/01/1621 | Décès du pape Paul V                                                   | États pontificaux           | 70    |

## Évolution numérique au cours du pontificat deGrégoire XV(1621-1623)
| Date       | Évènement                                                                  | Pays                   | Total |
| ---------- | -------------------------------------------------------------------------- | ---------------------- | ----- |
| 08/02/1621 | Cardinaux au moment du Conclave de 1621,                                   | États pontificaux      | 70    |
| 09/02/1621 | Élection papale du cardinal Alessandro Ludovisi sous le nom de Grégoire XV | États pontificaux      | 69    |
| 10/02/1621 | Décès du cardinal Pietro Aldobrandini                                      | États pontificaux      | 68    |
| 12/02/1621 | Décès du cardinal Ladislao d'Aquino                                        | Royaume de Naples      | 67    |
| 15/02/1621 | Consistoire : création d'un cardinal                                       | États pontificaux      | 68    |
| 19/02/1621 | Décès du cardinal Giacomo Sannesio                                         | États pontificaux      | 67    |
| 27/03/1621 | Décès du cardinal Benedetto Giustiniani                                    | République de Gênes    | 66    |
| 19/04/1621 | Consistoire : création de 4 cardinaux                                      | États pontificaux      | 70    |
| 21/06/1621 | Décès du cardinal Louis de Lorraine                                        | France                 | 69    |
| 04/07/1621 | Décès du cardinal Jean de Bonsi                                            | République de Florence | 68    |
| 21/07/1621 | Consistoire : création de 2 cardinaux                                      | États pontificaux      | 70    |
| 17/09/1621 | Décès du cardinal Robert Bellarmin                                         | République de Florence | 69    |
| 18/10/1621 | Décès du cardinal Bartolomeo Cesi                                          | États pontificaux      | 68    |
| 21/04/1622 | Décès du cardinal Michelangelo Tonti                                       | États pontificaux      | 67    |
| 14/08/1622 | Décès du cardinal Henri de Gondi                                           | France                 | 66    |
| 05/09/1622 | Consistoire : création de 4 cardinaux                                      | États pontificaux      | 70    |
| 29/09/1622 | Décès du cardinal Filippo Filonardi                                        | États pontificaux      | 69    |
| 25/11/1622 | Décès du cardinal Giovanni Delfino                                         | République de Venise   | 68    |
| 02/06/1623 | Décès du cardinal Alessandro Damasceni Peretti                             | États pontificaux      | 67    |
| 08/07/1623 | Décès du pape Grégoire XV                                                  | États pontificaux      | 67    |

## Évolution numérique au cours du pontificat d'Urbain VIII(1623-1644)
| Date       | Évènement                                                                                                  | Pays                           | Total |
| ---------- | --- | ------------------------------ | ----- |
| 19/07/1623 | Cardinaux au moment du Conclave de 1623,                                                                   | États pontificaux              | 67    |
| 06/08/1623 | Élection papale du cardinal Maffeo Barberini sous le nom d'Urbain VIII                                     | États pontificaux              | 66    |
| 12/08/1623 | Décès du cardinal Stefano Pignatelli                                                                       | États pontificaux              | 65    |
| 19/08/1623 | Décès du cardinal Giacomo Serra                                                                            | République de Gênes            | 64    |
| 24/08/1623 | Décès du cardinal Antonmaria Sauli                                                                         | République de Gênes            | 63    |
| 01/09/1623 | Décès du cardinal Marcantonio Gozzadini                                                                    | États pontificaux              | 62    |
| 06/09/1623 | Décès du cardinal Francesco Sacrati                                                                        | Duché de Ferrare               | 61    |
| 30/09/1623 | Décès du cardinal Cesare Gherardi                                                                          | États pontificaux              | 60    |
| 02/10/1623 | Consistoire : création d'un cardinal                                                                       | États pontificaux              | 61    |
| 25/12/1623 | Décès du cardinal Lucio Sanseverino                                                                        | Royaume de Naples              | 60    |
| 13/03/1624 | Décès du cardinal Matteo Priuli                                                                            | République de Venise           | 59    |
| 17/03/1624 | Décès du cardinal Antonio Caetani                                                                          | États pontificaux              | 58    |
| 13/05/1624 | Décès du cardinal Alessandro d'Este                                                                        | Duché de Ferrare               | 57    |
| 06/07/1624 | Décès du cardinal Ottavio Ridolfi                                                                          | États pontificaux              | 56    |
| 09/09/1624 | Décès du cardinal Francesco Sforza                                                                         | Duché de Parme                 | 55    |
| 07/10/1624 | Consistoire : création de 3 cardinaux                                                                      | États pontificaux              | 58    |
| 17/11/1624 | Décès du cardinal Fabrizio Verallo                                                                         | États pontificaux              | 57    |
| 17/05/1625 | Décès du cardinal Francisco Goméz de Sandoval y Rojas                                                      | Monarchie espagnole            | 56    |
| 19/09/1625 | Décès du cardinal Eitel Friedrich von Hohenzollern-Sigmaringen                                             | Saint-Empire romain germanique | 55    |
| 19/01/1626 | Consistoire : création de 12 cardinaux et de 3 cardinaux in pectore                                        | États pontificaux              | 70    |
| 23/01/1626 | Décès du cardinal Decio Carafa                                                                             | Royaume de Naples              | 69    |
| 21/02/1625 | Décès du cardinal Édouard Farnèse                                                                          | Duché de Parme                 | 68    |
| 21/06/1626 | Décès du cardinal Enrique de Guzmán Haros                                                                  | Monarchie espagnole            | 67    |
| 29/06/1626 | Décès du cardinal Scipione Cobelluzzi                                                                      | États pontificaux              | 66    |
| 22/08/1626 | Décès du cardinal Alessandro Orsini                                                                        | États pontificaux              | 65    |
| 27/08/1626 | Décès du cardinal Francesco Maria del Monte                                                                | République de Venise           | 64    |
| 16/09/1626 | Décès du cardinal Denis-Simon de Marquemont                                                                | Royaume de France              | 63    |
| 03/01/1627 | Décès du cardinal Domenico Rivarola                                                                        | République de Gênes            | 62    |
| 07/04/1627 | Décès du cardinal Bonifazio Bevilacqua Aldobrandini                                                        | Duché de Ferrare               | 61    |
| 30/08/1627 | Consistoire : création de 4 cardinaux et de 4 cardinaux in pectore et révélation de 3 cardinaux in pectore | États pontificaux              | 69    |
| 03/11/1627 | Décès du cardinal Giambattista Leni                                                                        | États pontificaux              | 68    |
| 07/02/1628 | Consistoire : révélation de 2 cardinaux in pectore                                                         | États pontificaux              | 68    |
| 08/02/1628 | Décès du cardinal François d'Escoubleau de Sourdis                                                         | Royaume de France              | 67    |
| 28/01/1629 | Décès du cardinal Giacomo Cavalieri                                                                        | États pontificaux              | 66    |
| 09/04/1629 | Décès du cardinal Pietro Valier                                                                            | République de Venise           | 65    |
| 01/08/1629 | Décès du cardinal Ottavio Bandini                                                                          | Grand-duché de Toscane         | 64    |
| 04/08/1629 | Décès du cardinal Andrea Baroni Peretti Montalto                                                           | États pontificaux              | 63    |
| 14/08/1629 | Décès du cardinal Carlo Gaudenzio Madruzzo                                                                 | Duché de Savoie                | 62    |
| 02/10/1629 | Décès du cardinal Pierre de Bérulle                                                                        | Royaume de France              | 61    |
| 02/10/1629 | Décès du cardinal Giovanni Garzia Millini                                                                  | Grand-duché de Toscane         | 60    |
| 19/11/1629 | Consistoire : création de 7 cardinaux et de 4 cardinaux in pectore et révélation de 2 cardinaux in pectore | États pontificaux              | 71    |
| 18/09/1630 | Décès du cardinal Gabriel Trejo y Paniagua                                                                 | Monarchie espagnole            | 70    |
| 13/07/1630 | Décès du cardinal Giovanni Battista Deti                                                                   | Duché de Ferrare               | 69    |
| 15/07/1630 | Consistoire : révélation d'un cardinal in pectore                                                          | États pontificaux              | 69    |
| 18/09/1630 | Décès du cardinal Melchior Klesl                                                                           | Autriche                       | 68    |
| 21/01/1631 | Décès du cardinal Diego de Guzmán Haros                                                                    | Monarchie espagnole            | 67    |
| 21/09/1631 | Décès du cardinal Federico Borromeo                                                                        | Duché de Milan                 | 66    |
| 30/10/1632 | Décès du cardinal Girolamo Vidoni                                                                          | Duché de Milan                 | 65    |
| 18/11/1632 | Décès du cardinal Ludovico Ludovisi                                                                        | États pontificaux              | 64    |
| 20/12/1632 | Consistoire : révélation d'un cardinal in pectore                                                          | États pontificaux              | 64    |
| 02/10/1633 | Décès du cardinal Scipione Caffarelli-Borghese                                                             | États pontificaux              | 63    |
| 28/11/1633 | Consistoire : création de 6 cardinaux et d'un cardinal in pectore et révélation de 2 cardinaux in pectore  | États pontificaux              | 70    |
| 04/03/1634 | Démission du cardinal Nicolas-François de Lorraine                                                         | Duché de Lorraine              | 69    |
| 04/06/1634 | Décès du cardinal Luca Antonio Virili                                                                      | États pontificaux              | 68    |
| 07/08/1634 | Décès du cardinal Gregorio Naro                                                                            | États pontificaux              | 67    |
| 29/12/1634 | Décès du cardinal Jean-Albert Vasa                                                                         | République des Deux Nations    | 66    |
| 22/04/1635 | Décès du cardinal Roberto Ubaldini                                                                         | Grand-duché de Toscane         | 65    |
| 27/04/1635 | Décès du cardinal Antonio Zapata y Cisneros                                                                | Monarchie espagnole            | 64    |
| 12/07/1635 | Décès du cardinal Agostino Oreggi                                                                          | Grand-duché de Toscane         | 63    |
| 14/04/1636 | Décès du cardinal Tiberio Muti                                                                             | États pontificaux              | 62    |
| 19/09/1636 | Décès du cardinal Franz Seraph von Dietrichstein                                                           | Saint-Empire romain germanique | 61    |
| 19/03/1637 | Décès du cardinal Péter Pázmány                                                                            | Royaume de Hongrie             | 60    |
| 30/03/1637 | Consistoire : révélation d'un cardinal in pectore                                                          | États pontificaux              | 60    |
| 30/08/1637 | Décès du cardinal Laudivio Zacchia                                                                         | République de Gênes            | 59    |
| 19/09/1637 | Décès du cardinal Lorenzo Magalotti                                                                        | Grand-duché de Toscane         | 58    |
| 19/07/1638 | Décès du cardinal Ippolito Aldobrandini                                                                    | États pontificaux              | 57    |
| 19/11/1638 | Décès du cardinal Lelio Biscia                                                                             | États pontificaux              | 56    |
| 27/01/1639 | Décès du cardinal Fabrizio Verospi                                                                         | États pontificaux              | 55    |
| 12/03/1639 | Décès du cardinal Domenico Ginnasi                                                                         | États pontificaux              | 54    |
| 06/04/1639 | Décès du cardinal Berlinghiero Gessi                                                                       | États pontificaux              | 53    |
| 31/08/1639 | Décès du cardinal Desiderio Scaglia                                                                        | Duché de Milan                 | 52    |
| 06/09/1639 | Décès du cardinal Agostino Galamini                                                                        | États pontificaux              | 51    |
| 28/09/1639 | Décès du cardinal Louis de Nogaret de La Valette d'Épernon                                                 | Royaume de France              | 50    |
| 24/01/1641 | Décès du cardinal Felice Centini                                                                           | États pontificaux              | 49    |
| 01/06/1641 | Décès du cardinal Carlo Emmanuele Pio                                                                      | États pontificaux              | 48    |
| 24/07/1641 | Décès du cardinal Giovanni Francesco Guidi di Bagno                                                        | Grand-duché de Toscane         | 47    |
| 09/11/1641 | Décès du cardinal Ferdinand d'Autriche                                                                     | Monarchie espagnole            | 46    |
| 25/11/1641 | Décès du cardinal Antonio Santacroce                                                                       | États pontificaux              | 45    |
| 09/12/1641 | Décès du cardinal Francesco Boncompagni                                                                    | États pontificaux              | 44    |
| 16/12/1641 | Consistoire : création de 12 cardinaux                                                                     | États pontificaux              | 56    |
| 1642       | Démission du cardinal Maurice de Savoie                                                                    | Duché de Savoie                | 55    |
| 15/04/1642 | Décès du cardinal Luigi Caetani                                                                            | Royaume de Naples              | 54    |
| 01/05/1642 | Décès du cardinal Cosimo de Torres                                                                         | États pontificaux              | 53    |
| 15/06/1642 | Décès du cardinal Pietro Maria Borghese                                                                    | Grand-duché de Toscane         | 52    |
| 19/11/1642 | Décès du cardinal Giovanni Doria                                                                           | République de Gênes            | 51    |
| 04/12/1642 | Décès du cardinal Armand Jean du Plessis de Richelieu                                                      | Royaume de France              | 50    |
| 04/02/1643 | Décès du cardinal Pietro Campori                                                                           | Grand-duché de Toscane         | 49    |
| 13/07/1643 | Consistoire : création de 15 cardinaux et de 2 cardinaux in pectore                                        | États pontificaux              | 66    |
| 14/12/1643 | Consistoire : révélation de 2 cardinaux in pectore                                                         | États pontificaux              | 66    |
| 31/12/1643 | Décès du cardinal Ottaviano Raggi                                                                          | République de Gênes            | 65    |
| 18/01/1644 | Décès du cardinal Benedetto Ubaldi                                                                         | États pontificaux              | 64    |
| 25/01/1644 | Décès du cardinal Alessandro Cesarini                                                                      | États pontificaux              | 63    |
| 09/07/1644 | Décès du cardinal Giulio Savelli                                                                           | États pontificaux              | 62    |
| 29/07/1644 | Décès du pape Urbain VIII                                                                                  | États pontificaux              | 62    |

## Évolution numérique au cours du pontificat d'Innocent X(1644-1655)
| Date       | Évènement                                                                       | Pays                        | Total |
| ---------- | ------------------------------------------------------------------------------- | --------------------------- | ----- |
| 09/08/1644 | Cardinaux au Conclave de 1644,                                                  | États pontificaux           | 62    |
| 07/09/1644 | Décès du cardinal Guido Bentivoglio                                             | Duché de Ferrare            | 61    |
| 15/09/1644 | Élection papale du cardinal Giovanni Battista Pamphili sous le nom d'Innocent X | États pontificaux           | 60    |
| 14/11/1644 | Consistoire : création de 2 cardinaux et de 2 cardinaux in pectore              | États pontificaux           | 64    |
| 14/02/1645 | Décès du cardinal François de La Rochefoucauld                                  | France                      | 63    |
| 19/02/1645 | Décès du cardinal Pier Paolo Crescenzi                                          | États pontificaux           | 62    |
| 06/03/1645 | Consistoire : création de 7 cardinaux et révélation d'un cardinal in pectore    | États pontificaux           | 69    |
| 02/10/1645 | Décès du cardinal Francesco Cennini de' Salamandri                              | Grand-duché de Toscane      | 68    |
| 04/12/1645 | Consistoire : révélation d'un cardinal in pectore                               | États pontificaux           | 68    |
| 28/12/1645 | Décès du cardinal Gaspar de Borja y Velasco                                     | Monarchie espagnole         | 67    |
| 28/05/1646 | Consistoire : création d'un cardinal                                            | États pontificaux           | 68    |
| 27/06/1646 | Décès du cardinal Achille d'Étampes de Valençay                                 | France                      | 67    |
| 11/08/1646 | Décès du cardinal Giandomenico Spinola                                          | République de Gênes         | 66    |
| 11/09/1646 | Décès du cardinal Antonio Barberini                                             | Grand-duché de Toscane      | 65    |
| 21/01/1647 | Démission du cardinal Camillo Francesco Maria Pamphili                          | Royaume de Naples           | 64    |
| 12/07/1647 | Décès du cardinal Francesco Maria Farnese                                       | Duché de Parme              | 63    |
| 07/10/1647 | Consistoire : création de 6 cardinaux et d'un cardinal in pectore               | États pontificaux           | 70    |
| 06/07/1648 | Démission du cardinal Jean-Casimir Vasa                                         | République des Deux Nations | 69    |
| 31/08/1648 | Décès du cardinal Michel Mazarin                                                | France                      | 68    |
| 14/12/1648 | Décès du cardinal Lelio Falconieri                                              | Grand-duché de Toscane      | 67    |
| 12/02/1649 | Décès du cardinal Agustín Spínola                                               | République de Gênes         | 66    |
| 25/07/1649 | Décès du cardinal Orazio Giustiniani                                            | République de Gênes         | 65    |
| 19/12/1649 | Décès du cardinal Gil de Albornoz y Espinosa                                    | Monarchie espagnole         | 64    |
| 14/03/1650 | Consistoire : révélation d'un cardinal in pectore                               | États pontificaux           | 64    |
| 09/04/1650 | Décès du cardinal Gaspare Mattei                                                | États pontificaux           | 63    |
| 27/06/1650 | Décès du cardinal Mario Theodoli                                                | États pontificaux           | 62    |
| 16/08/1650 | Décès du cardinal Cesare Monti                                                  | Duché de Milan              | 61    |
| 19/09/1650 | Consistoire : création d'un cardinal                                            | États pontificaux           | 62    |
| 07/10/1650 | Décès du cardinal Antonio de Aragón-Córdoba-Cardona y Fernández de Córdoba      | Monarchie espagnole         | 61    |
| 03/09/1651 | Décès du cardinal Giovanni Giacomo Panciroli                                    | États pontificaux           | 60    |
| 25/09/1651 | Décès du cardinal Ciriaco Rocci                                                 | États pontificaux           | 59    |
| 05/01/1652 | Décès du cardinal Girolamo Verospi                                              | États pontificaux           | 58    |
| 19/02/1652 | Consistoire : création de 10 cardinaux et de 2 cardinaux in pectore             | États pontificaux           | 70    |
| 19/04/1652 | Décès du cardinal Marcello Lante                                                | États pontificaux           | 69    |
| 16/09/1652 | Décès du cardinal Giulio Roma                                                   | Duché de Milan              | 68    |
| 26/02/1653 | Décès du cardinal Tiberio Cenci                                                 | États pontificaux           | 67    |
| 23/03/1653 | Décès du cardinal Alphonse-Louis du Plessis de Richelieu                        | France                      | 66    |
| 05/06/1653 | Décès du cardinal Federico Baldissera Bartolomeo Corner                         | République de Venise        | 65    |
| 23/06/1653 | Consistoire : création d'un cardinal                                            | États pontificaux           | 66    |
| 07/10/1653 | Décès du cardinal Fausto Poli                                                   | États pontificaux           | 65    |
| 22/11/1653 | Décès du cardinal Francesco Maria Macchiavelli                                  | Grand-duché de Toscane      | 64    |
| 02/12/1653 | Décès du cardinal Domingo Pimentel Zúñiga                                       | Monarchie espagnole         | 63    |
| 02/03/1654 | Consistoire : création de 7 cardinaux et révélation de 2 cardinaux in pectore   | États pontificaux           | 70    |
| 26/11/1654 | Décès du cardinal Giambattista Altieri                                          | États pontificaux           | 69    |
| 07/01/1655 | Décès du pape Innocent X                                                        | États pontificaux           | 69    |

## Évolution numérique au cours du pontificat d'Alexandre VII(1655-1667)
| Date       | Évènement                                                                                | Pays                   | Total |
| ---------- | ---------------------------------------------------------------------------------------- | ---------------------- | ----- |
| 18/01/1655 | Cardinaux au Conclave de 1655,                                                           | États pontificaux      | 69    |
| 15/02/1655 | Décès du cardinal Pier Luigi Carafa                                                      | Royaume de Naples      | 68    |
| 07/04/1655 | Élection papale du cardinal Fabio Chigi sous le nom d'Alexandre VII                      | États pontificaux      | 67    |
| 04/05/1655 | Décès du cardinal Francesco Peretti di Montalto                                          | États pontificaux      | 66    |
| 10/08/1655 | Décès du cardinal Alonso de la Cueva-Benavides y Mendoza-Carrillo                        | Monarchie espagnole    | 65    |
| 12/10/1655 | Décès du cardinal Francesco Adriano Ceva                                                 | Duché de Savoie        | 64    |
| 30/01/1656 | Décès du cardinal Pierdonato Cesi                                                        | États pontificaux      | 63    |
| 24/04/1656 | Décès du cardinal Francesco Cherubini                                                    | États pontificaux      | 62    |
| 01/05/1656 | Décès du cardinal Domenico Cecchini                                                      | États pontificaux      | 61    |
| 03/08/1656 | Décès du cardinal Giangiacomo Teodoro Trivulzio                                          | Duché de Milan         | 60    |
| 09/04/1657 | Consistoire : création de 6 cardinaux et de 4 cardinaux in pectore                       | États pontificaux      | 70    |
| 15/05/1657 | Décès du cardinal Francesco Angelo Rapaccioli                                            | États pontificaux      | 69    |
| 25/05/1657 | Décès du cardinal Alexandre Bichi                                                        | Grand-duché de Toscane | 68    |
| 28/03/1658 | Décès du cardinal Marcantonio Bragadin                                                   | République de Venise   | 67    |
| 29/04/1658 | Consistoire : création de 3 cardinaux in pectore et révélation de 3 cardinaux in pectore | États pontificaux      | 70    |
| 21/01/1659 | Décès du cardinal Camillo Melzi                                                          | Duché de Milan         | 69    |
| 26/02/1659 | Décès du cardinal Fabrizio Savelli                                                       | États pontificaux      | 68    |
| 04/04/1659 | Décès du cardinal Giovanni Girolamo Lomellini                                            | République de Gênes    | 67    |
| 06/04/1659 | Décès du cardinal Luigi Capponi                                                          | Grand-duché de Toscane | 66    |
| 14/08/1659 | Décès du cardinal Prospero Caffarelli                                                    | États pontificaux      | 65    |
| 10/11/1659 | Consistoire : révélation d'un cardinal in pectore                                        | États pontificaux      | 65    |
| 05/04/1660 | Consistoire : création de 5 cardinaux et révélation 3 cardinaux in pectore               | États pontificaux      | 70    |
| 20/08/1660 | Décès du cardinal Juan de Lugo y de Quiroga                                              | Monarchie espagnole    | 69    |
| 30/09/1660 | Décès du cardinal Cristoforo Widmann                                                     | République de Venise   | 68    |
| 06/12/1660 | Décès du cardinal Vincenzo Costaguti                                                     | République de Gênes    | 67    |
| 09/03/1661 | Décès du cardinal Jules Mazarin                                                          | France                 | 66    |
| 09/07/1661 | Décès du cardinal Francesco Paolucci                                                     | États pontificaux      | 65    |
| 10/11/1661 | Décès du cardinal Bernardino Spada                                                       | États pontificaux      | 64    |
| 01/12/1661 | Décès du cardinal Franz Wilhelm von Wartenberg                                           | Saint-Empire           | 63    |
| 08/08/1662 | Décès du cardinal Angelo Giori                                                           | États pontificaux      | 62    |
| 23/01/1663 | Décès du cardinal Jean-Charles de Médicis                                                | Grand-duché de Toscane | 61    |
| 28/06/1663 | Décès du cardinal Giulio Cesare Sacchetti                                                | États pontificaux      | 60    |
| 27/08/1663 | Décès du cardinal Nicola Guidi di Bagno                                                  | Duché de Mantoue       | 59    |
| 21/12/1663 | Décès du cardinal Camillo Astalli-Pamphili                                               | États pontificaux      | 58    |
| 14/01/1664 | Consistoire : création de 7 cardinaux et de 5 cardinaux in pectore                       | États pontificaux      | 70    |
| 21/01/1665 | Décès du cardinal Baccio Aldobrandini                                                    | Grand-duché de Toscane | 69    |
| 17/09/1665 | Décès du cardinal Baltasar Moscoso y Sandoval                                            | Monarchie espagnole    | 68    |
| 17/01/1666 | Décès du cardinal Giacomo Corradi                                                        | États pontificaux      | 67    |
| 08/02/1666 | Décès du cardinal Marcantonio Franciotti                                                 | République de Lucques  | 66    |
| 15/02/1666 | Consistoire : création de 4 cardinaux in pectore et révélation de 5 cardinaux in pectore | États pontificaux      | 70    |
| 17/06/1666 | Décès du cardinal Carlo de' Medici                                                       | Grand-duché de Toscane | 69    |
| 04/09/1666 | Décès du cardinal Girolamo Colonna                                                       | Royaume de Naples      | 68    |
| 03/11/1666 | Décès du cardinal Ascanio Filomarino                                                     | Royaume de Naples      | 67    |
| 16/01/1667 | Décès du cardinal Vincenzo Maculani                                                      | Duché de Parme         | 66    |
| 07/03/1667 | Consistoire : création de 4 cardinaux et révélation de 4 cardinaux in pectore            | États pontificaux      | 70    |
| 22/05/1667 | Décès du pape Alexandre VII                                                              | États pontificaux      | 70    |

## Évolution numérique au cours du pontificat deClément IX(1667-1669)
| Date       | Évènement                                                                     | Pays                   | Total |
| ---------- | ----------------------------------------------------------------------------- | ---------------------- | ----- |
| 02/06/1667 | Cardinaux au Conclave de 1667,                                                | États pontificaux      | 70    |
| 05/06/1667 | Décès du cardinal Volumnio Bandinelli                                         | Grand-duché de Toscane | 69    |
| 05/06/1667 | Décès du cardinal Pietro Sforza Pallavicino                                   | États pontificaux      | 68    |
| 20/06/1667 | Élection pontificale du cardinal Giulio Rospigliosi sous le nom de Clément IX | États pontificaux      | 67    |
| 11/07/1667 | Décès du cardinal Stefano Durazzo                                             | République de Gênes    | 66    |
| 31/07/1667 | Décès du cardinal Odoardo Vecchiarelli                                        | États pontificaux      | 65    |
| 25/10/1667 | Décès du cardinal Ernst Adalbert von Harrach                                  | Saint-Empire           | 64    |
| 12/12/1667 | Consistoire : création de 3 cardinaux                                         | États pontificaux      | 67    |
| 22/01/1668 | Décès du cardinal Giovanni Battista Maria Pallotta                            | États pontificaux      | 66    |
| 08/02/1668 | Décès du cardinal Girolamo Farnese                                            | Duché de Parme         | 65    |
| 01/06/1668 | Décès du cardinal Guidobald von Thun                                          | Saint-Empire           | 64    |
| 16/09/1668 | Décès du cardinal Paolo Emilio Rondinini                                      | États pontificaux      | 63    |
| 05/08/1669 | Consistoire : création d'un cardinal et d'un cardinal in pectore              | États pontificaux      | 65    |
| 12/08/1669 | Décès du cardinal Louis II de Vendôme                                         | France                 | 64    |
| 26/11/1669 | Décès du cardinal Giovanni Stefano Donghi                                     | République de Gênes    | 63    |
| 29/11/1669 | Consistoire : création de 7 cardinaux et révélation d'un cardinal in pectore  | États pontificaux      | 70    |
| 09/12/1669 | Décès du pape Clément IX                                                      | États pontificaux      | 70    |

## Évolution numérique au cours du pontificat deClément X(1670-1676)
| Date       | Évènement                                                                            | Pays                      | Total |
| ---------- | ------------------------------------------------------------------------------------ | ------------------------- | ----- |
| 02/06/1667 | Cardinaux au Conclave de 1669-1670,                                                  | États pontificaux         | 70    |
| 12/04/1670 | Décès du cardinal Scipione Pannocchieschi d'Elci                                     | Grand-duché de Toscane    | 69    |
| 29/04/1670 | Élection pontificale du cardinal Emilio Bonaventura Altieri sous le nom de Clément X | États pontificaux         | 68    |
| 06/11/1670 | Décès du cardinal Francesco Nerli                                                    | Grand-duché de Toscane    | 67    |
| 22/12/1670 | Consistoire : création de 3 cardinaux                                                | États pontificaux         | 70    |
| 01/03/1671 | Décès du cardinal Marzio Ginetti                                                     | États pontificaux         | 69    |
| 03/08/1671 | Décès du cardinal Antonio Barberini                                                  | États pontificaux         | 68    |
| 24/08/1671 | Consistoire : création de 3 cardinaux in pectore                                     | États pontificaux         | 71    |
| 07/09/1671 | Décès du cardinal Vitaliano Visconti                                                 | Duché de Milan            | 70    |
| 06/11/1671 | Décès du cardinal Angelo Celsi                                                       | États pontificaux         | 69    |
| 06/01/1672 | Décès du cardinal Giberto Borromeo                                                   | Duché de Milan            | 68    |
| 22/02/1672 | Consistoire : création de 2 cardinaux et révélation d'un cardinal in pectore         | États pontificaux         | 70    |
| 04/05/1672 | Décès du cardinal Luis Guillermo de Moncada Aragón Luna de Peralta y de la Cerda     | Monarchie espagnole       | 69    |
| 16/05/1672 | Consistoire : révélation de 2 cardinaux in pectore                                   | États pontificaux         | 69    |
| 29/06/1672 | Décès du cardinal Francesco Maria Mancini                                            | États pontificaux         | 68    |
| 30/09/1672 | Décès du cardinal Rinaldo d'Este                                                     | Duché de Modène et Reggio | 67    |
| 01/01/1673 | Décès du cardinal Carlo Gualterio                                                    | États pontificaux         | 66    |
| 16/01/1673 | Consistoire : création d'un cardinal                                                 | États pontificaux         | 67    |
| 14/02/1673 | Décès du cardinal Carlo Roberti de' Vittori                                          | États pontificaux         | 66    |
| 18/02/1673 | Décès du cardinal Federico Borromeo                                                  | Duché de Milan            | 65    |
| 12/06/1673 | Consistoire : création de 4 cardinaux et d'un cardinal in pectore                    | États pontificaux         | 70    |
| 21/09/1673 | Décès du cardinal Lorenzo Imperiali                                                  | République de Gênes       | 69    |
| 26/09/1674 | Décès du cardinal Ottavio Acquaviva d'Aragona                                        | Royaume de Naples         | 68    |
| 28/10/1674 | Décès du cardinal Giovanni Bona                                                      | Duché de Savoie           | 67    |
| 17/12/1674 | Consistoire : révélation d'un cardinal in pectore                                    | États pontificaux         | 67    |
| 19/12/1674 | Décès du cardinal Marcello Santacroce                                                | États pontificaux         | 66    |
| 09/01/1675 | Décès du cardinal Francesco Maria Brancaccio                                         | Royaume de Naples         | 65    |
| 23/01/1675 | Décès du cardinal Giambattista Spada                                                 | Grand-duché de Toscane    | 64    |
| 27/05/1675 | Consistoire : création de 6 cardinaux                                                | États pontificaux         | 70    |
| 10/11/1675 | Décès du cardinal Léopold de Médicis                                                 | Grand-duché de Toscane    | 69    |
| 21/11/1675 | Décès du cardinal Cesare Maria Antonio Rasponi                                       | États pontificaux         | 68    |
| 24/05/1676 | Décès du cardinal Federico Sforza                                                    | États pontificaux         | 67    |
| 22/07/1676 | Décès du pape Clément X                                                              | États pontificaux         | 67    |

## Évolution numérique au cours du pontificat d'Innocent XI(1676-1689)
| Date       | Évènement                                                                       | Pays                           | Total |
| ---------- | ------------------------------------------------------------------------------- | ------------------------------ | ----- |
| 02/08/1676 | Cardinaux au Conclave de 1676,                                                  | États pontificaux              | 67    |
| 21/08/1676 | Décès du cardinal Virginio Orsini                                               | États pontificaux              | 66    |
| 27/08/1676 | Décès du cardinal Carlo Bonelli                                                 | États pontificaux              | 65    |
| 21/09/1676 | Élection pontificale du cardinal Benedetto Odescalchi sous le nom d'Innocent XI | États pontificaux              | 64    |
| 21/02/1677 | Décès du cardinal Girolamo Buonvisi                                             | République de Lucques          | 63    |
| 31/08/1677 | Décès du cardinal Giulio Gabrielli                                              | États pontificaux              | 62    |
| 12/09/1677 | Décès du cardinal Camillo Massimi                                               | États pontificaux              | 61    |
| 28/09/1677 | Décès du cardinal Pascual de Aragón-Córdoba-Cardona y Fernández de Córdoba      | Monarchie espagnole            | 60    |
| 26/12/1677 | Décès du cardinal Bernard-Gustave de Bade-Durlach                               | Saint-Empire romain germanique | 59    |
| 18/04/1678 | Décès du cardinal Buonaccorso Buonaccorsi                                       | États pontificaux              | 58    |
| 30/04/1678 | Décès du cardinal Sigismondo Chigi                                              | États pontificaux              | 57    |
| 19/09/1678 | Décès du cardinal Neri Corsini                                                  | Grand-duché de Toscane         | 56    |
| 24/01/1679 | Décès du cardinal Ulderico Carpegna                                             | Duché de Ferrare               | 55    |
| 24/08/1679 | Décès du cardinal Jean-François Paul de Gondi                                   | France                         | 54    |
| 28/08/1679 | Décès du cardinal Alfonso Litta                                                 | Duché de Milan                 | 53    |
| 10/12/1679 | Décès du cardinal Francesco Barberini                                           | Grand-duché de Toscane         | 52    |
| 21/04/1680 | Décès du cardinal Lazzaro Pallavicino                                           | République de Gênes            | 51    |
| 11/08/1680 | Décès du cardinal Giacomo Filippo Nini                                          | Grand-duché de Toscane         | 50    |
| 29/09/1680 | Décès du cardinal Mario Alberizzi                                               | Royaume de Naples              | 49    |
| 19/10/1680 | Décès du cardinal Carlo Carafa della Spina                                      | États pontificaux              | 48    |
| 02/11/1680 | Décès du cardinal Bernardino Rocci                                              | États pontificaux              | 47    |
| 05/01/1681 | Décès du cardinal Pietro Vidoni                                                 | Duché de Milan                 | 46    |
| 01/02/1681 | Décès du cardinal Johann Eberhard Nithard                                       | Saint-Empire romain germanique | 45    |
| 24/05/1681 | Décès du cardinal Celio Piccolomini                                             | Grand-duché de Toscane         | 44    |
| 01/09/1681 | Consistoire : création de 16 cardinaux                                          | États pontificaux              | 60    |
| 23/11/1681 | Décès du cardinal Carlo Rossetti                                                | États pontificaux              | 59    |
| 19/02/1682 | Décès du cardinal Friedrich von Hessen-Darmstadt                                | Saint-Empire romain germanique | 58    |
| 12/05/1682 | Décès du cardinal Michelangelo Ricci                                            | États pontificaux              | 57    |
| 08/09/1682 | Décès du cardinal Stefano Brancaccio                                            | Royaume de Naples              | 56    |
| 05/10/1682 | Décès du cardinal Flaminio Taja                                                 | Grand-duché de Toscane         | 55    |
| 13/01/1683 | Décès du cardinal Cesare Facchinetti                                            | États pontificaux              | 54    |
| 05/02/1683 | Décès du cardinal Giovanni Battista De Luca                                     | Royaume de Naples              | 53    |
| 21/03/1683 | Décès du cardinal Stefano Agostini                                              | États pontificaux              | 52    |
| 24/07/1683 | Décès du cardinal Marco Galli                                                   | Duché de Milan                 | 51    |
| 24/01/1684 | Décès du cardinal Girolamo Boncompagni                                          | États pontificaux              | 50    |
| 02/02/1684 | Décès du cardinal Giacomo Rospigliosi                                           | Grand-duché de Toscane         | 49    |
| 05/10/1684 | Décès du cardinal Francesco Albizzi                                             | États pontificaux              | 48    |
| 06/10/1684 | Décès du cardinal Pietro Basadonna                                              | République de Venise           | 47    |
| 30/01/1685 | Décès du cardinal Innico Caracciolo                                             | Royaume de Naples              | 46    |
| 08/04/1685 | Décès du cardinal Girolamo Gastaldi                                             | République de Gênes            | 45    |
| 26/04/1685 | Décès du cardinal Luigi Omodei                                                  | Duché de Milan                 | 44    |
| 11/09/1685 | Décès du cardinal Paolo Savelli                                                 | États pontificaux              | 43    |
| 04/11/1685 | Décès du cardinal Girolamo Grimaldi-Cavalleroni                                 | République de Gênes            | 42    |
| 02/09/1686 | Consistoire : création de 27 cardinaux                                          | États pontificaux              | 69    |
| 14/01/1687 | Décès du cardinal Lorenzo Raggi                                                 | République de Gênes            | 68    |
| 03/05/1687 | Décès du cardinal Maximilian Gandolph von Künburg                               | Saint-Empire romain germanique | 67    |
| 16/07/1687 | Décès du cardinal Johannes Walter Sluse                                         | Principauté de Liège           | 66    |
| 09/08/1687 | Décès du cardinal Niccolò Albergati-Ludovisi                                    | États pontificaux              | 65    |
| 18/01/1688 | Décès du cardinal Orazio Mattei                                                 | États pontificaux              | 64    |
| 08/05/1688 | Décès du cardinal Alessandro Crescenzi                                          | États pontificaux              | 63    |
| 09/05/1688 | Décès du cardinal Felice Rospigliosi                                            | Grand-duché de Toscane         | 62    |
| 13/02/1689 | Décès du cardinal Carlo Pio di Savoia                                           | États pontificaux              | 61    |
| 08/06/1689 | Décès du cardinal Decio Azzolino                                                | États pontificaux              | 60    |
| 12/08/1689 | Décès du pape Innocent XI                                                       | États pontificaux              | 60    |

## Évolution numérique au cours du pontificat d'Alexandre VIII(1689-1691)
| Date       | Évènement                                                                     | Pays              | Total |
| ---------- | ----------------------------------------------------------------------------- | ----------------- | ----- |
| 02/08/1676 | Cardinaux au Conclave de 1689,                                                | États pontificaux | 60    |
| 27/09/1689 | Décès du cardinal Angelo Maria Ranuzzi                                        | États pontificaux | 59    |
| 06/10/1689 | Élection papale du cardinal Pietro Vito Ottoboni sous le nom d'Alexandre VIII | États pontificaux | 58    |
| 07/11/1689 | Consistoire : création d'un cardinal                                          | États pontificaux | 59    |
| 13/02/1690 | Consistoire : création de 11 cardinaux                                        | États pontificaux | 70    |
| 14/05/1690 | Décès du cardinal Carlo Cerri                                                 | États pontificaux | 69    |
| 17/08/1690 | Décès du cardinal Gasparo Cavalieri                                           | États pontificaux | 68    |
| 13/11/1690 | Consistoire : création de 2 cardinaux                                         | États pontificaux | 70    |
| 01/02/1690 | Décès du pape Alexandre VIII                                                  | États pontificaux | 70    |

## Évolution numérique au cours du pontificat d'Innocent XII(1691-1700)
| Date       | Évènement                                                                 | Pays                           | Total |
| ---------- | ------------------------------------------------------------------------- | ------------------------------ | ----- |
| 12/02/1691 | Cardinaux au Conclave de 1691,                                            | États pontificaux              | 70    |
| 21/02/1691 | Décès du cardinal Antonio Bichi                                           | Grand-duché de Toscane         | 69    |
| 13/05/1612 | Décès du cardinal Giulio Spinola                                          | République de Gênes            | 68    |
| 22/04/1691 | Décès du cardinal Raimondo Capizucchi                                     | États pontificaux              | 67    |
| 12/07/1691 | Élection papale du cardinal Antonio Pignatelli sous le nom d'Innocent XII | États pontificaux              | 66    |
| 18/09/1691 | Décès du cardinal Gianfrancesco Ginetti                                   | États pontificaux              | 65    |
| 04/10/1691 | Décès du cardinal Federico Baldeschi Colonna                              | États pontificaux              | 64    |
| 12/12/1692 | Décès du cardinal Veríssimo de Lencastre                                  | Royaume de Portugal            | 63    |
| 07/01/1693 | Décès du cardinal Federico Visconti                                       | Duché de Milan                 | 62    |
| 13/09/1693 | Décès du cardinal Flavio Chigi                                            | États pontificaux              | 61    |
| 30/11/1693 | Décès du cardinal Lorenzo Brancati di Lauria                              | États pontificaux              | 60    |
| 17/06/1694 | Décès du cardinal Philip Howard                                           | Royaume d'Angleterre           | 59    |
| 24/06/1694 | Décès du cardinal Carlo Stefano Anastasio Ciceri                          | Duché de Milan                 | 58    |
| 21/03/1695 | Démission du cardinal Renaud III de Modène                                | Duché de Modène et Reggio      | 57    |
| 15/09/1695 | Décès du cardinal Giacomo de Angelis                                      | Grand-duché de Toscane         | 56    |
| 12/12/1695 | Consistoire : création de 12 cardinaux et 2 cardinaux in pectore          | États pontificaux              | 70    |
| 04/09/1696 | Décès du cardinal Celestino Sfondrati                                     | Duché de Milan                 | 69    |
| 19/10/1696 | Décès du cardinal Johannes van Goes                                       | Saint-Empire romain germanique | 68    |
| 27/12/1696 | Décès du cardinal Domenico Tarugi                                         | États pontificaux              | 67    |
| 16/01/1697 | Décès du cardinal Fortunato Ilario Carafa della Spina                     | Royaume de Naples              | 66    |
| 18/06/1697 | Décès du cardinal Grégoire Barbarigo                                      | République de Venise           | 65    |
| 20/06/1697 | Décès du cardinal Jan Kazimierz Denhoff                                   | République des Deux Nations    | 64    |
| 22/07/1697 | Consistoire : création de 5 cardinaux et un cardinal in pectore           | États pontificaux              | 70    |
| 06/11/1697 | Décès du cardinal Domenico Maria Corsi                                    | Grand-duché de Toscane         | 69    |
| 11/11/1697 | Consistoire : révélation d'un cardinal in pectore                         | États pontificaux              | 69    |
| 19/12/1697 | Décès du cardinal Giacomo Franzoni                                        | États pontificaux              | 68    |
| 20/01/1698 | Décès du cardinal Giannicolò Conti                                        | États pontificaux              | 67    |
| 29/06/1698 | Décès du cardinal Paluzzo Paluzzi Altieri Degli Albertoni                 | États pontificaux              | 66    |
| 19/12/1698 | Consistoire : révélation de 2 cardinaux in pectore                        | États pontificaux              | 66    |
| 14/01/1699 | Décès du cardinal Federico Caccia                                         | Duché de Milan                 | 65    |
| 18/02/1699 | Décès du cardial Giovanni Giacomo Cavallerini                             | États pontificaux              | 64    |
| 19/06/1699 | Décès du cardinal Giovanni Delfino                                        | République de Venise           | 63    |
| 19/08/1699 | Décès du cardinal José Sáenz de Aguirre                                   | Monarchie espagnole            | 62    |
| 19/09/1699 | Décès du cardinal Alfonso Aguilar Fernández de Córdoba                    | Monarchie espagnole            | 61    |
| 14/11/1699 | Consistoire : création de 6 cardinaux et de 3 cardinaux in pectore        | États pontificaux              | 68    |
| 24/11/1699 | Consistoire : révélation d'un cardinal in pectore                         | États pontificaux              | 68    |
| 15/10/1632 | Décès du cardinal Opizio Pallavicini                                      | États pontificaux              | 67    |
| 03/03/1700 | Décès du cardinal Girolamo Casanate                                       | États pontificaux              | 66    |
| 13/06/1700 | Décès du cardinal Francesco Maidalchini                                   | États pontificaux              | 65    |
| 21/06/1700 | Consistoire : création de 3 cardinaux                                     | États pontificaux              | 68    |
| 22/07/1700 | Décès du cardinal Alderano Cibo                                           | États pontificaux              | 67    |
| 25/08/1700 | Décès du cardinal Francesco Buonvisi                                      | Grand-duché de Toscane         | 66    |
| 27/09/1700 | Décès du pape Innocent XII                                                | États pontificaux              | 66    |

## Cardinaux créés auXVIIesiècle
- Aucun cardinal créé par Léon XI (1605)
- Cardinaux créés par Paul V (1605-1621) : 60 dans 10 consistoires dont les futurs papes Urbain VIII et Grégoire XV
- Cardinaux créés par Grégoire XV (1621-1623) : 11 dans 4 consistoires
- Cardinaux créés par Urbain VIII (1623-1644) : 74 dans 8 consistoires dont le futur pape Innocent X
- Cardinaux créés par Innocent X (1644-1655) : 40 dans 8 consistoires dont les futurs papes Alexandre VII, Innocent XI et Alexandre VIII
- Cardinaux créés par Alexandre VII (1655-1667) : 38 dans 6 consistoires dont le futur pape Clément IX
- Cardinaux créés par Clément IX (1667-1669) : 12 dans 3 consistoires dont le futur pape Clément X
- Cardinaux créés par Clément X (1670-1676) : 20 dans 6 consistoires dont le futur pape Benoît XIII
- Cardinaux créés par Innocent XI (1676-1689) : 43 dans 2 consistoires dont le futur pape Innocent XII
- Cardinaux créés par Alexandre VIII (1689-1691) : 14 dans 3 consistoires dont le futur pape Clément XI
- Cardinaux créés par Innocent XII (1691-1700) : 30 dans 4 consistoires
- Au total : 342 cardinaux créés au XVIIe siècle.